# Alaksandr Hleb
Alaksandr Pauławicz Hleb (biał. Аляксандр Паўлавіч Глеб, ros. Александр Павлович Глеб, Aleksandr Pawłowicz Gleb; ur. 1 maja 1981 roku w Mińsku) – białoruski piłkarz grający na pozycji ofensywnego pomocnika, w latach 2001–2019 reprezentant Białorusi.

## Kariera

### Kariera klubowa
Przygodę z profesjonalną piłką zaczął w 1998 roku w BATE Borysów. W 2000 roku przeniósł się do niemieckiego VfB Stuttgart - rozegrał tam 137 spotkań. W Arsenalu zadebiutował podczas spotkania przeciw Chelsea dnia 7 sierpnia 2005 roku. W sezonie 2005/2006 dotarł z klubem do finału Ligi Mistrzów, przegranego z FC Barcelona 1:2. Hleb grał również w meczu finałowym. Pobyt w Londynie zakończył z dorobkiem 89 meczów i 7 goli.
Z początkiem sezonu 2008/2009 został piłkarzem FC Barcelona. Z nowym klubem podpisał 4-letni kontrakt. W tym samym sezonie wraz z Barcelona wygrał potrójna koronę. W finale FC Barcelona pokonała Manchester United 2:0. W 2009 roku przeszedł na zasadzie wypożyczenia do VfB Stuttgart. W 2010 roku powrócił do FC Barcelony, aby na zasadzie wypożyczenia dołączyć do Birmingham City.
31 sierpnia 2011 roku został wypożyczony do VFL Wolfsburg. Pod koniec stycznia 2012 roku rozwiązał kontrakt z FC Barcelona i 17 stycznia 2012 roku podpisał kontrakt z rosyjskim klubem Krylja Sowietow Samara. W lipcu 2012 roku związał się ze swoim byłym klubem BATE.
4 stycznia 2014 roku został zawodnikiem Konyasporu. Piłkarz podpisał z nowym klubem 1,5-roczną umowę.

### Kariera reprezentacyjna
W reprezentacji Białorusi zadebiutował 6 października 2001 r. podczas meczu z Walią.

## Sukcesy
BATE Borysów
- Wyszejszaja liha: 1999, 2012

Arsenal F.C.
- finał Tarczy Wspólnoty: 2005
- finał Ligi Mistrzów: 2006
- finał Pucharu Ligi Angielskiej: 2007

VfB Stuttgart
- Puchar Intertoto: 2002
- wicemistrzostwo Bundesligi: 2002/03

FC Barcelona
- Primera División: 2008/09
- Copa del Rey: 2009
- Liga Mistrzów: 2009

Birmingham City
- finał Pucharu Ligi Angielskiej: 2011

Indywidualne
- sportowiec Roku Białorusi: 2002
- Piłkarz Roku Białorusi: 2002, 2003, 2005, 2006, 2007, 2008, 2009
- pierwszy w historii białoruski piłkarz w finale Ligi Mistrzów: 2006
- pierwszy w historii białoruski piłkarz, który wygrał Ligę Mistrzów: 2009
- najwięcej asyst w Bundeslidze: 2004/05
- członek drużyny roku Bundesligi magazynu Kicker: 2004/05

## Życie prywatne
Jego brat, Wiaczasłau Hleb jest również piłkarzem, reprezentantem Białorusi i zawodnikiem Kalloni F.C.